# Jackalopes d'Odessa
Les Jackalopes d'Odessa sont une franchise professionnelle de hockey sur glace en Amérique du Nord qui évolue dans la Ligue centrale de hockey. L'équipe est basée à Odessa au Texas.

## Historique
La franchise a été créée en 1997 et est engagée dans la Ligue centrale de hockey.
Entre 2008 et 2011, la franchise joue sous le nom de l'Express d'Owatonna dans le Minnesota, après quoi elle a été relocalisée à Odessa.

### Saisons en LCH
Note: PJ : parties jouées, V : victoires, D : défaites, N : matchs nuls, DP : défaite en prolongation, DF: Défaite en fusillade, Pts : Points, BP : buts pour, BC : buts contre, Pun : minutes de pénalité
| Saison  | PJ | V  | D  | N | DP | DF | Pts | Classement                      | Séries éliminatoires      |
| ------- | -- | -- | -- | - | -- | -- | --- | ------------------------------- | ------------------------- |
| 2009-10 | 64 | 48 | 11 | - | 0  | 5  | 101 | 1re place, conférence sud       | Défaite en 3e ronde       |
| 2008-09 | 64 | 39 | 19 | - | 3  | 3  | 84  | 1re place, conférence sud-ouest | Défaite en 3e ronde       |
| 2007-08 | 64 | 32 | 25 | - | 3  | 4  | 71  | 3e place, conférence sud-ouest  | Défaite en 2e ronde       |
| 2006-07 | 64 | 26 | 31 | - | 7  | 0  | 59  | 4e place, conférence sud-ouest  | Ne participe pas          |
| 2005-06 | 64 | 36 | 22 | - | 6  | 0  | 78  | 1e place, conférence sud-ouest  | Défaite en demi-finale    |
| 2004-05 | 60 | 26 | 22 | - | 12 | 0  | 64  | 4e place, conférence sud-ouest  | Ne participe pas          |
| 2003-04 | 64 | 26 | 35 | - | 3  | 0  | 55  | 3e place, conférence sud-ouest  | Ne participe pas          |
| 2002-03 | 64 | 35 | 22 | - | 7  | 0  | 77  | 1e place, conférence sud-ouest  | Défaite en première ronde |
| 2001-02 | 64 | 47 | 11 | - | 6  | 0  | 100 | 1e place, conférence sud-ouest  | Défaite en première ronde |